# Dichterpfarrer

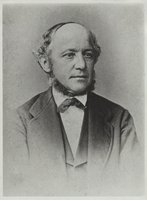
Jonas Breitenstein (1828–1877), Dichterpfarrer in der Schweiz

Dichterpfarrer (seltener: Schriftstellerpfarrer und Pfarrerdichter) ist eine im späten 19. Jahrhundert aufkommende Bezeichnung für einen (belletristischen) Schriftsteller, der im Hauptberuf als evangelischer oder katholischer Pfarrer tätig ist (auch rückwirkend). Meistens blieb die Pfarrstelle der Brotberuf, doch kam es vor, dass ein Pfarrer mit seiner schriftstellerischen Tätigkeit mehr verdiente als durch seinen Hauptberuf (z. B. Gotthelf) oder die schriftstellerische Tätigkeit zum Hauptberuf machte (Goes). Nicht selten veröffentlichten Pfarrer ihre literarischen Werke unter einem Pseudonym (z. B. Jeremias Gotthelf alias Albert Bitzius oder B. T. Jonas alias Jonas Breitenstein). Zumeist steht die literarische Produktion von Dichterpfarrern in einem Zusammenhang zur seelsorgerischen Tätigkeit, am direktesten bei den Kirchenlieddichtern (z. B. Gerhardt). Seit der zweiten Hälfte des 20. Jahrhunderts kommt es nicht selten vor, dass Pfarrer Krimis verfassen (z. B. Knellwolf).
Nicht üblich ist dagegen die Bezeichnung Dichterpfarrer bei Schriftstellern mit theologischer Ausbildung, aber ohne Pfarramt (z. B. Johann Peter Hebel, Joseph Victor Widmann oder Carl Spitteler).
Schriftstellerisch tätige Ordensangehörige werden als Dichtermönche bezeichnet. Analoge Wortbildungen sind Dichterarzt und Dichterjurist; nur selten verwendet werden dagegen die Bezeichnungen Dichterlehrer, Dichterhandwerker und Dichterkaufmann.

## Bekannte Dichterpfarrer (chronologisch geordnet)
- Martin Behm (1557–1622)
- Paul Gerhardt (1607–1676)
- Sebastian Sailer (1714–1777)
- Kristijonas Donelaitis (1714–1780)
- Josef Felix Ineichen (1745–1818)
- Ludwig Gotthard Kosegarten (1758–1818)
- Jost Bernhard Häfliger (1759–1837)
- Johann Peter Hebel (1760–1826)
- Friedrich Schmidt von Werneuchen (1764–1838)
- Gustav Schwab (1792–1850)
- Joseph Mohr (1792–1848)
- Heinrich Andreas Pröhle (1797–1875)
- Jeremias Gotthelf (eigtl. Albert Bitzius, 1797–1854)
- Eduard Mörike (1804–1875)
- Friedrich Oser (1820–1891)
- Jonas Breitenstein (1828–1877)
- Heinrich Hansjakob (1837–1916)
- Franz Alfred Muth (1839–1890)
- Hermann Nietschmann (1840–1929)
- Niklaus Bolt (1864–1947)
- Wilhelm Reuter (1888–1948)
- Karl Josef Friedrich (1888–1965)
- William Wolfensberger (1889–1918)
- Karl Hüllweck (1905–1994)
- Albrecht Goes (1908–2000)
- Siegbert Stehmann (1912–1945)
- Kurt Marti (1921–2017)
- Lothar Zenetti (1926–2019)
- Wilhelm Willms (1930–2002)
- Karl Imfeld (1931–2020)
- Ulrich Knellwolf (* 1942)
- Helmut Zwanger (* 1942)